# Kette aus Steinsamen

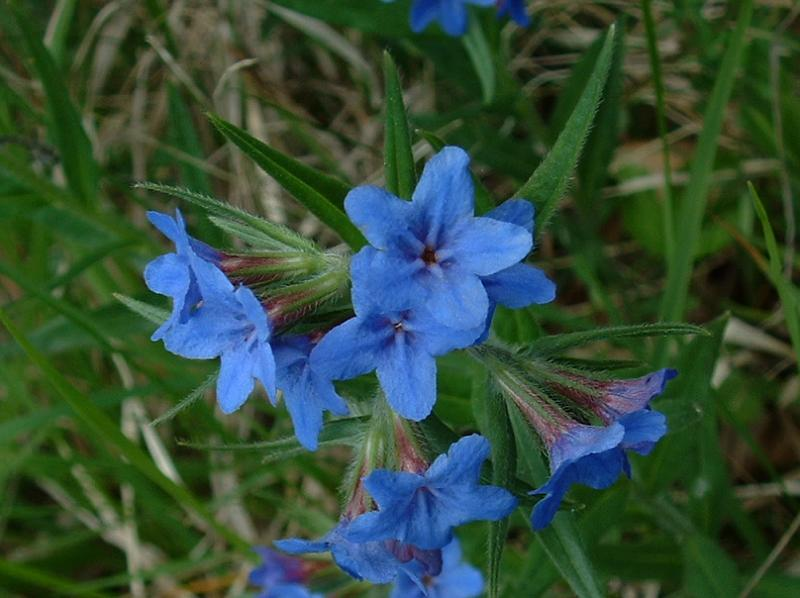
Blauroter Steinsame

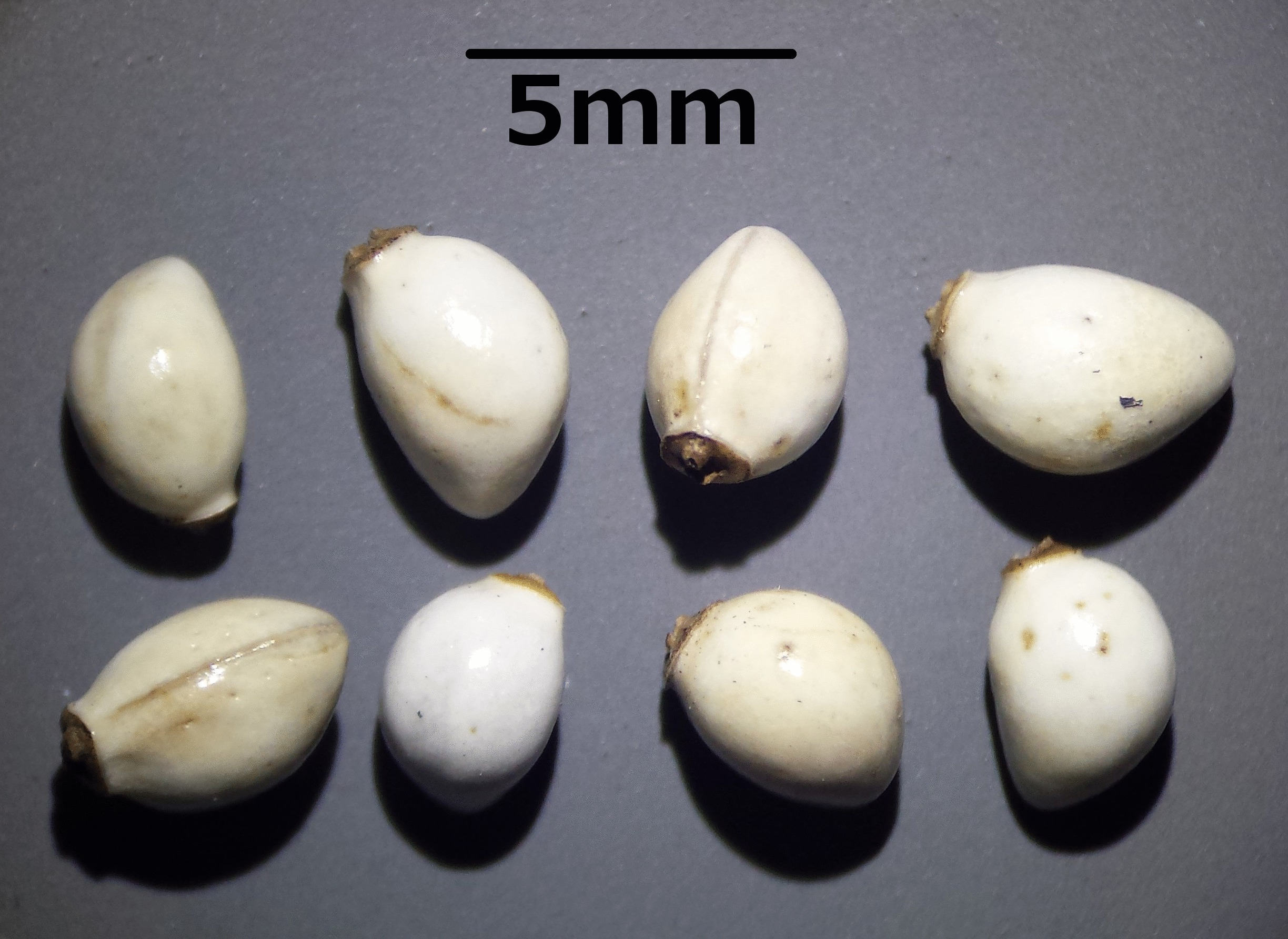
Steinsamen

Eine Kette aus Steinsamen wurde in einer Steinkiste von 1,1 × 0,77 m, deren Größe zu einer Kinderbestattung passt, in der Dölauer Heide bei Halle in Sachsen-Anhalt gefunden. Hier liegen auch Grabhügel aus der Jungsteinzeit. 

## Ausgrabung
Der 1934 ausgegrabene Hügel 28 hatte 20 m Durchmesser und war etwa zwei Meter hoch. Er enthielt vier Steinkisten, zwei Steinpackungsgräber und ein Erdgrab. Die in Grab 5 beigesetzte Person wurde mit einem Feuersteingerät, zwei Gefäßen und einem vermutlich dreireihigen Perlenkettchen ausgestattet. Die beiden Gefäße, eine Amphore und ein Becher sind für die damalige Zeit prachtvoll mit einer Schnur verziert. Der nach seinem Kerngebiet benannte „Mansfelder Stil“ warf in der Schnurkeramikforschung die Frage auf, wie man Gräber mit derartig reich dekorierten Gefäßen zeitlich einzuordnen hat. 

## Kette
Von den seinerzeit 42 geborgenen Perlen der Kette sind noch 15 weitgehend erhalten. Botanisch handelt es sich bei den glänzenden Perlen um Trockenfrüchte, deren Fruchtwand aus Steinzellen besteht. 1961 untersuchte E. Schwarze die steinharten Perlen und konnte sie als Früchte des Blauroten Steinsamens (Buglossoides purpurocaerulea, Syn.: Lithospermum purpurocaeruleum) identifizieren. Die Früchte haben eine weißglänzende glatte Oberfläche und sind 4 bis 5 mm lang. 